# Educație sexuală

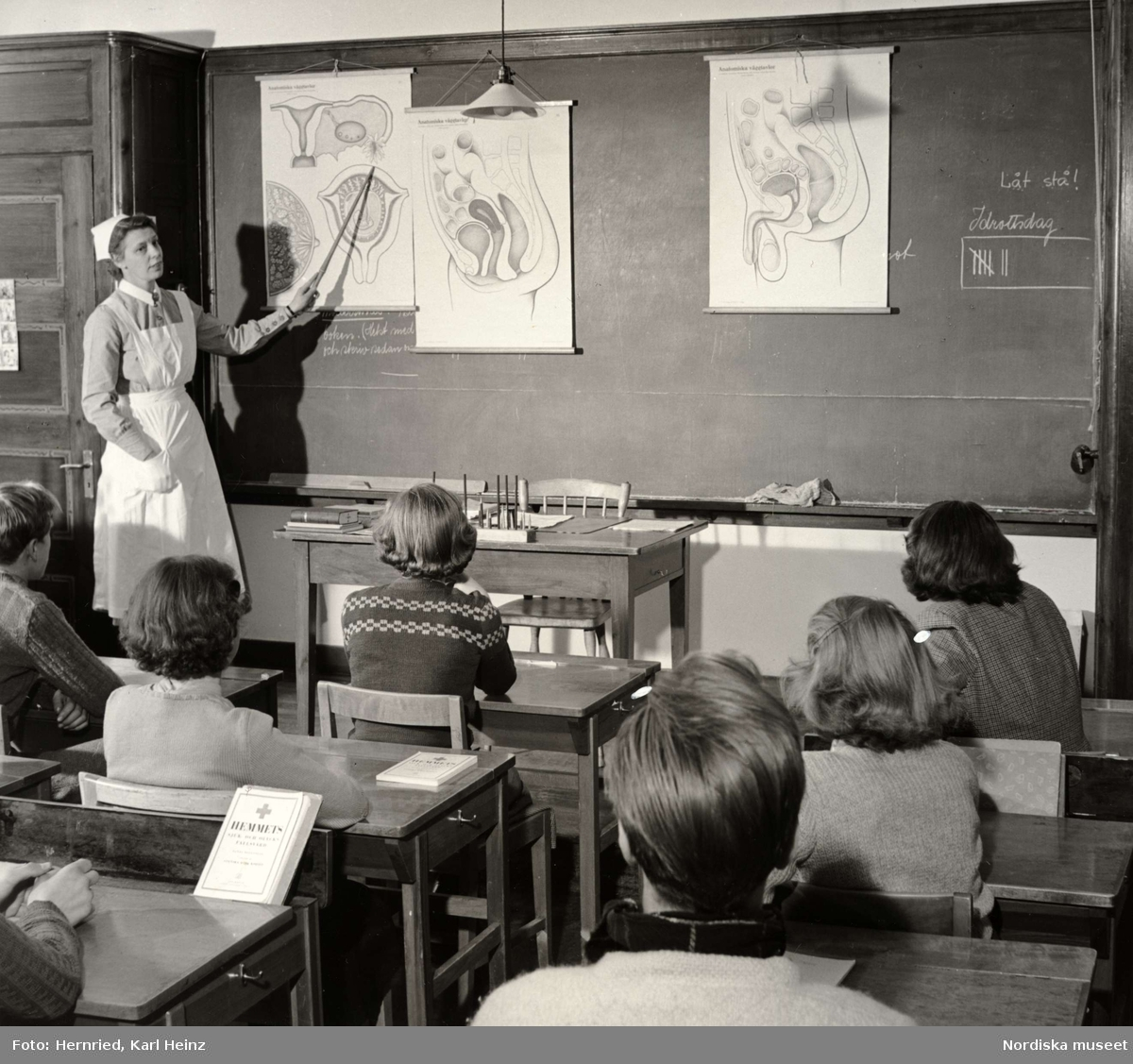
Oră de educație sexuală în Suedia. La tablă sunt afișate imagini cu organele genitale umane.
(1955-1960)</br>

Educația sexuală, numită și educație despre sexualitate sau sex ed, reprezintă totalitatea instructajelor despre anatomia sexuală umană, vârsta consimțământului, contracepție, boli cu transmitere sexuală și prevenția lor, reproducerea sexuată și sănătatea reproducerii, relații sexuale, și alte aspecte ale comportamentului sexual uman. 
Principalii transmițători ai educației sexuale sunt părinții, programele școlare și campaniile de sănătate publică.

## Privire de ansamblu

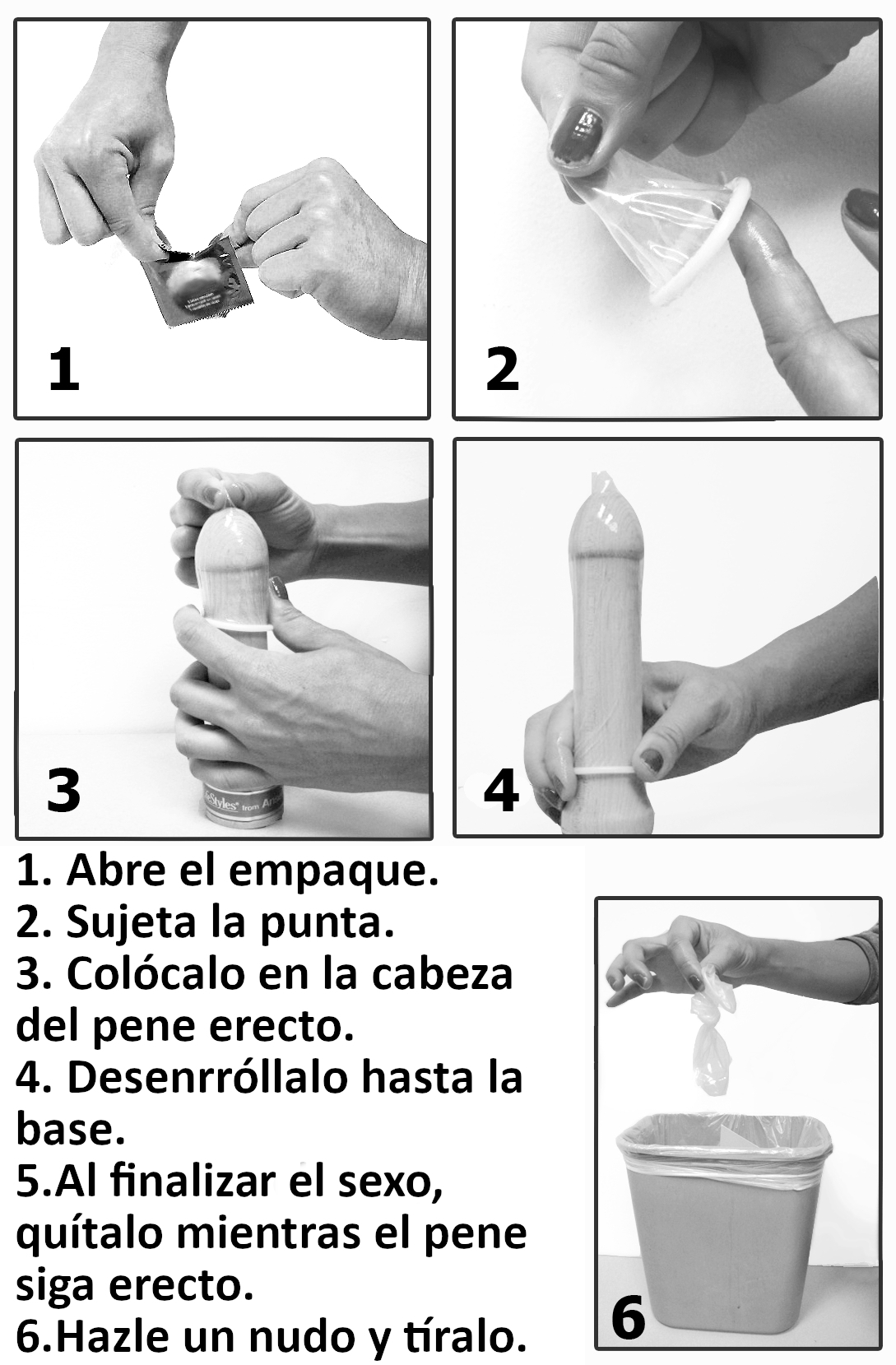
Ghid în spaniolă despre folosirea unui prezervativ

Educația referitoare la reproducere descrie, în mod tipic, crearea și dezvoltarea biologică a unei ființe umane, de la concepția și dezvoltarea embrionului și a fetusului, până la naștere. Sunt incluse adesea și subiecte legate de infecțiile transmisibile pe cale sexuală și de modalitățile de evitare a acestora, dar și de metodele de control ale nașterilor.
Deși educația sexuală face parte din programa multor școli, aceasta rămâne o problemă controversată în anumite țări, în special cu privire la vârsta la care copiii ar trebui să înceapă să primească o astfel de educație, si la cantitatea de informații care să fie dezvăluite și la temele având legătură cu sexualitatea și comportamentul, cum ar fi etica sexuală.

## Istorie
În multe culturi, discutarea tuturor aspectelor sexuale a fost în mod tradițional considerată tabu, iar adolescenții nu primeau nicio informație în materie de sexualitate. Astfel de instrucțiuni, așa cum au fost date, au fost lăsate în mod tradițional pe seama părinților copilului și, adesea, acest lucru a fost amânat până chiar înainte de căsătoria lor. Cu toate acestea, la sfârșitul secolului al XIX-lea, mișcarea educațională progresistă a dus la introducerea educației sexuale ca "igienă socială" în programele școlare nord-americane și la introducerea educației sexuale în școli.
În pofida pătrunderii timpurii a educației sexuale în școli, la mijlocul secolului al XX-lea, majoritatea informațiilor privind chestiunile sexuale erau obținute în mod informal de la prieteni și din mass-media, iar multe dintre aceste informații erau deficitare sau de valoare îndoielnică, în special în perioada de după pubertate, când curiozitatea privind chestiunile sexuale era cea mai acută. Această deficiență a fost accentuată de incidența tot mai mare a sarcinilor la adolescente, în special în țările occidentale după anii 1960. Ca parte a eforturilor fiecărei țări de a reduce astfel de sarcini, au fost introduse programe de educație sexuală, inițial cu o opoziție puternică din partea părinților și a grupurilor religioase. În societățile în care cultura și religia influențează acțiunile instituțiilor lor legale, educația sexuală este serios contestată.
pe baza unor idei antice din gnosticism despre sexualitate inflitrate în mentalul colectiv.
Epidemia de SIDA a urgentat sentimentul de nevoie a educației sexuale. În multe țări africane, unde SIDA a atins niveluri epidemice, educația sexuală este considerată de majoritatea oamenilor de știință ca fiind o strategie vitală în asistența medicală publică. Unele organizații internaționale, cum ar fi Planned Parenthood, consideră că programele ample de educație sexuală au beneficii globale, cum ar fi controlul riscului de suprapopulare și promovarea drepturilor femeii. Utilizarea campaniilor mass-media a dus uneori la niveluri ridicate de conștientizare, cuplate cu cunoștințe superficiale despre transmiterea HIV.

## Surse de informare

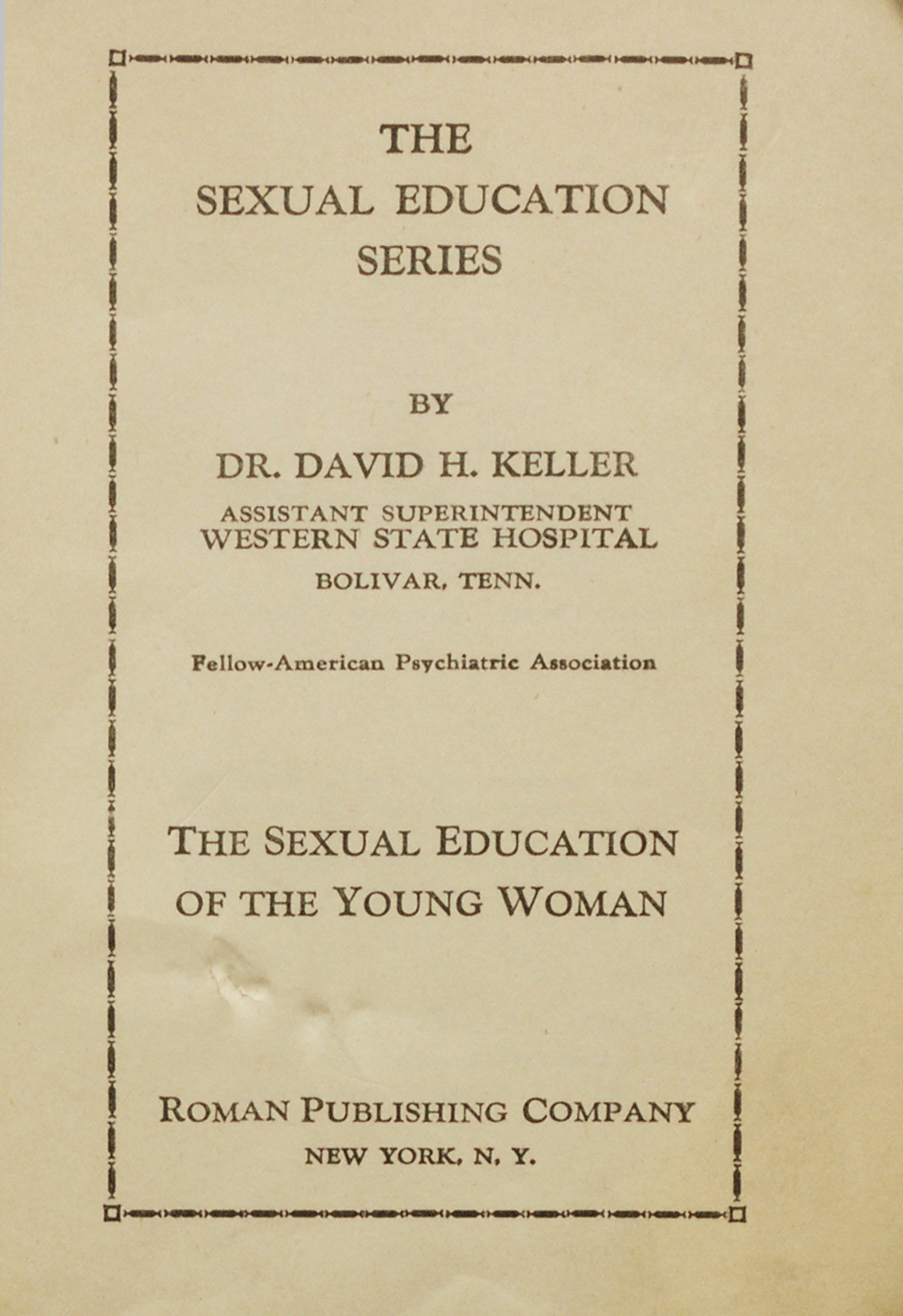
Educația sexuală a tinerei femei (1923) de Dr. David H. Keller oferă îndrumări pentru fetele cu vârsta de peste șase ani.

## Sex ed la nivel global

Contopirea semnului feminin cu a celui masculin, folosită în reprezentarea sexualității umane.

## Educație sexuală LGBT

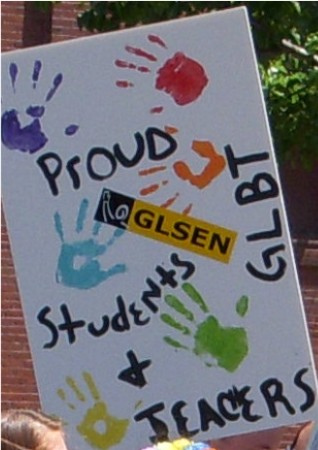
Afiș pro-LGBT realizat de elevi și profesori din Portland, Maine